# Aldabraspötter
Der Aldabraspötter (Nesillas aldabrana, irrtümlich Nesillas aldabranus), früher auch als Aldabrabuschsänger oder Aldabra-Bürstengrasmücke bezeichnet, ist eine ausgestorbene Singvogelart aus der Familie der Rohrsängerartigen (Acrocephalidae).

## Beschreibung
Der Aldagraspötter erreichte eine Länge von 13 cm und eine Flügellänge von 6,3 cm. Die Schwanzlänge betrug 8,6 cm und das Gewicht 19,5 Gramm. Der Oberkopf und die Oberseite waren lebhaft braun. Bürzel und Oberschwanzdecken waren mehr zimtbraun. Die Kopfseiten waren graubraun. Der grauweiße Überaugenstreif war deutlich gekennzeichnet. Die Flügel waren dunkelbraun mit hellen lohfarbenen Federrändern. Der lange abgestufte Schwanz bestand aus zwölf Federn. Er war lohfarben-braun gefärbt. Die Unterseite war grauweiß.

## Entdeckung und Aussterben
Der Aldabrabuschsänger wurde erst Ende 1967 im Aldabraatoll (ein Teil der Seychellen) im Indischen Ozean entdeckt. Der britische Ornithologe Malcolm Penny fand ein Männchen, ein Weibchen und ein Nest mit 3 Eiern. Jungvögel hat man allerdings nie nachgewiesen.
Bis Mitte der 1970er Jahre blieben weitere Suchen nach dem Vogel erfolglos, als es Robert Prys-Jones vom Natural History Museum Ende 1975 gelang, sechs weitere Exemplare, allesamt Männchen, zu finden, zu beringen und zu fotografieren.
Die Vogelart war endemisch in einem 10 ha großen Küstenstreifen am westlichen Ende der Insel Malabar. Ein einzelnes Männchen wurde 1983 gesichtet. 1985 wurde er in der Fachliteratur als seltenster und in seiner Verbreitung am stärksten eingeschränkter Vogel der Welt beschrieben. Trotz intensiver Suche musste 1986 das Aussterben bestätigt werden, und seit 1994 steht der Vogel offiziell auf der Liste der ausgestorbenen Vogelarten in der IUCN. Ratten, Katzen und eingeführte Ziegen hatten offenbar zur Ausrottung der Art beigetragen.